# Western Hockey League
Western Hockey League er en af de tre store canadiske juniorligaer i ishockey som til sammen udgør Canadian Hockey League. Ligaen blev stiftet i 1966 som Western Canada Junior Hockey League. Senere gik ligaen under navnet Western Canada Hockey League før den i 1978 skiftede til det nuværende navn, Western Hockey League. Ligaens spillere er i alderen 16-20 år.

## Historie
På trods af at Edmonton Oil Kings i 1966 vandt Memorial Cup i konkurrence mod de bedste hold fra Ontario og Quebec, følte holdets ejer Bill Hunter at tilstanden for junior-hockey i det vestlige Canada var uholdbar. Hver af de 4 vestlige provinser havde sin egen liga og Hunter var af den opfattelse at dette forhold gjorde det vanskeligt for holdene i vest at konkurrere mod holdene fra de stærke ligaer i Ontario og Quebec.
I sommeren 1966 fik Hunter etableret Western Canada Junior Hockey League sammen med 5 udbryderhold fra juniorligaen i Saskatchewan, samt et nyetableret hold i Calgary.

### De tidlige år
I begyndelsen var WCHL – som havde droppet ordet 'Junior' fra sit navn i 1968 – i et konstant slagsmål med det canadiske amatør-ishockey forbund (CAHA). WCHL blav af CAHA betragtet som en udbryder-liga uden for lov og ret og ligaen havde derfor i begyndelsen ikke lov til at spille med om det nationale junior-mesterskab, den såkaldte Memorial Cup. De respektive junior-ligaer i de fire vestlige provinser indså dog hurtigt at WCHL var dem overlegne og man valgte derfor ikke at deltage i Memorial Cup-slutspillet. Da CAHA omorganiserede junior-ishockeyen i 1971 sidestillede man WCHL med OHA (det nuværende Ontario Hockey League) og Quebec Major Junior Hockey League i junior-ishockeyens øverste division.
I ligaens første årti kom mange nye hold til mens andre hold flyttedes således at ligaen nu var repræsenteret bredt i hele det vestlige Canada. I 1976 flyttede det stiftende hold Edmonton Oil Kings til Portland, Oregon og blev til Portland Winter Hawks og blev således det første hold placeret i USA. I 1977 fulgte yderligere 2 hold i USA i Seattle, Washington og Billings, Montana og som en konsekvens heraf forkortede ligaen sit navn til Western Hockey League.
Ligaen fik op igennem 1980'erne et til tider noget blakket ry med flere slagsmål der udartede og en generelt meget fysisk spillestil. Omend der nu om dage er langt imellem skandaler af den slags, har ligaen stadig ry for at være den af de tre store junior-ligaer der har den mest fysiske spillestil.

### Det nye årtusind
I det nye årtusind er fire nye hold kommet til: Vancouver Giants i 2001, Everett Silvertips i 2003, Chilliwack Bruins i 2005 og senest er ligaen vendt tilbage til Edmonton hvor det hele begyndte med Edmonton Oil Kings der har taget sit navn efter holdet der startede ligaen i 1966.
WHL er kendt for at producere store, hårdt-tacklende backer samt fysisk stærke forwards, dog bør det bemærkes at der de seneste år også er kommet mange stærke målmænd fra WHL.

## Hold
Fra sæsonen 2007-08 består WHL af 22 hold delt op i to 'Conferencer'. Ligaen har hold i de fire vestlige canadiske provinser Manitoba, Saskatchewan, Alberta og British Columbia. Desuden har man hold i de to vestlige amerikanske stater Washington og Oregon.

### Eastern Conference
| Division | Hold                  | By                          |
| -------- | --------------------- | --------------------------- |
| East     | Brandon Wheat Kings   | Brandon, Manitoba           |
| East     | Moose Jaw Warriors    | Moose Jaw, Saskatchewan     |
| East     | Prince Albert Raiders | Prince Albert, Saskatchewan |
| East     | Regina Pats           | Regina, Saskatchewan        |
| East     | Saskatoon Blades      | Saskatoon, Saskatchewan     |
| East     | Swift Current Broncos | Swift Current, Saskatchewan |
| Central  | Calgary Hitmen        | Calgary, Alberta            |
| Central  | Edmonton Oil Kings    | Edmonton, Alberta           |
| Central  | Kootenay Ice          | Cranbrook, British Columbia |
| Central  | Lethbridge Hurricanes | Lethbridge, Alberta         |
| Central  | Medicine Hat Tigers   | Medicine Hat, Alberta       |
| Central  | Red Deer Rebels       | Red Deer, Alberta           |

### Western Conference
| Division | Hold                  | By                              |
| -------- | --------------------- | ------------------------------- |
| B.C.     | Chilliwack Bruins     | Chilliwack, British Columbia    |
| B.C.     | Kamloops Blazers      | Kamloops, British Columbia      |
| B.C.     | Kelowna Rockets       | Kelowna, British Columbia       |
| B.C.     | Prince George Cougars | Prince George, British Columbia |
| B.C.     | Vancouver Giants      | Vancouver, British Columbia     |
| U.S.     | Everett Silvertips    | Everett, Washington             |
| U.S.     | Portland Winter Hawks | Portland, Oregon                |
| U.S.     | Seattle Thunderbirds  | Seattle, Washington             |
| U.S.     | Spokane Chiefs        | Spokane, Washington             |
| U.S.     | Tri-City Americans    | Kennewick, Washington           |

## Sæsonen 2007-08
Spokane Chiefs slog i finalen Lethbridge Hurricanes med 4-0 i kampe og er således regerende WHL-mestre.

## Danske spillere
I sæsonen 2005-06 blev Jannik Hansen den første danske spiller i WHL da han spillede for Portland Winter Hawks. Sæsonen efter fulgte Kirill Starkov da han spillede for Red Deer Rebels.

## WHL Bantam Draft
WHL Bantam Draft er ligaens årlige draft hvor klubberne efter tur kan vælge blandt lokalt baserede spillere i alderen 14-15 år.

## Memorial Cup vindere
Den såkaldte Memorial Cup er 18 gange blevet vundet af hold fra WHL:
- 2008: Spokane Chiefs
- 2007: Vancouver Giants
- 2004: Kelowna Rockets
- 2002: Kootenay Ice
- 2001: Red Deer Rebels
- 1998: Portland Winter Hawks
- 1995: Kamloops Blazers
- 1994: Kamloops Blazers
- 1992: Kamloops Blazers
- 1991: Spokane Chiefs
- 1989: Swift Current Broncos
- 1988: Medicine Hat Tigers
- 1987: Medicine Hat Tigers
- 1985: Prince Albert Raiders
- 1983: Portland Winter Hawks
- 1978: New Westminster Bruins
- 1977: New Westminster Bruins
- 1974: Regina Pats